# Robert F. Kennedy Jr.
Robert Francis Kennedy Jr. (ur. 17 stycznia 1954 w Waszyngtonie) – amerykański prawnik, polityk oraz autor książek działający na rzecz ochrony środowiska. Od 13 lutego 2025 roku Sekretarz zdrowia i opieki społecznej Stanów Zjednoczonych.
Jest synem Roberta F. Kennedy’ego oraz bratankiem 35. prezydenta Stanów Zjednoczonych Johna F. Kennedy’ego.

## Życiorys

### Wczesne życie i edukacja
Urodził się 17 stycznia 1954 w Waszyngtonie jako trzecie dziecko Roberta F. Kennedy’ego i Ethel Kennedy. Miał dziesięcioro rodzeństwa.
Gdy miał 14 lat jego ojciec, kandydujący wówczas na urząd prezydenta Stanów Zjednoczonych, został zastrzelony podczas wiecu w Los Angeles. Kennedy Jr. był wtedy w szkole z internatem, został przewieziony do szpitala. Był obecny przy śmierci swojego ojca.

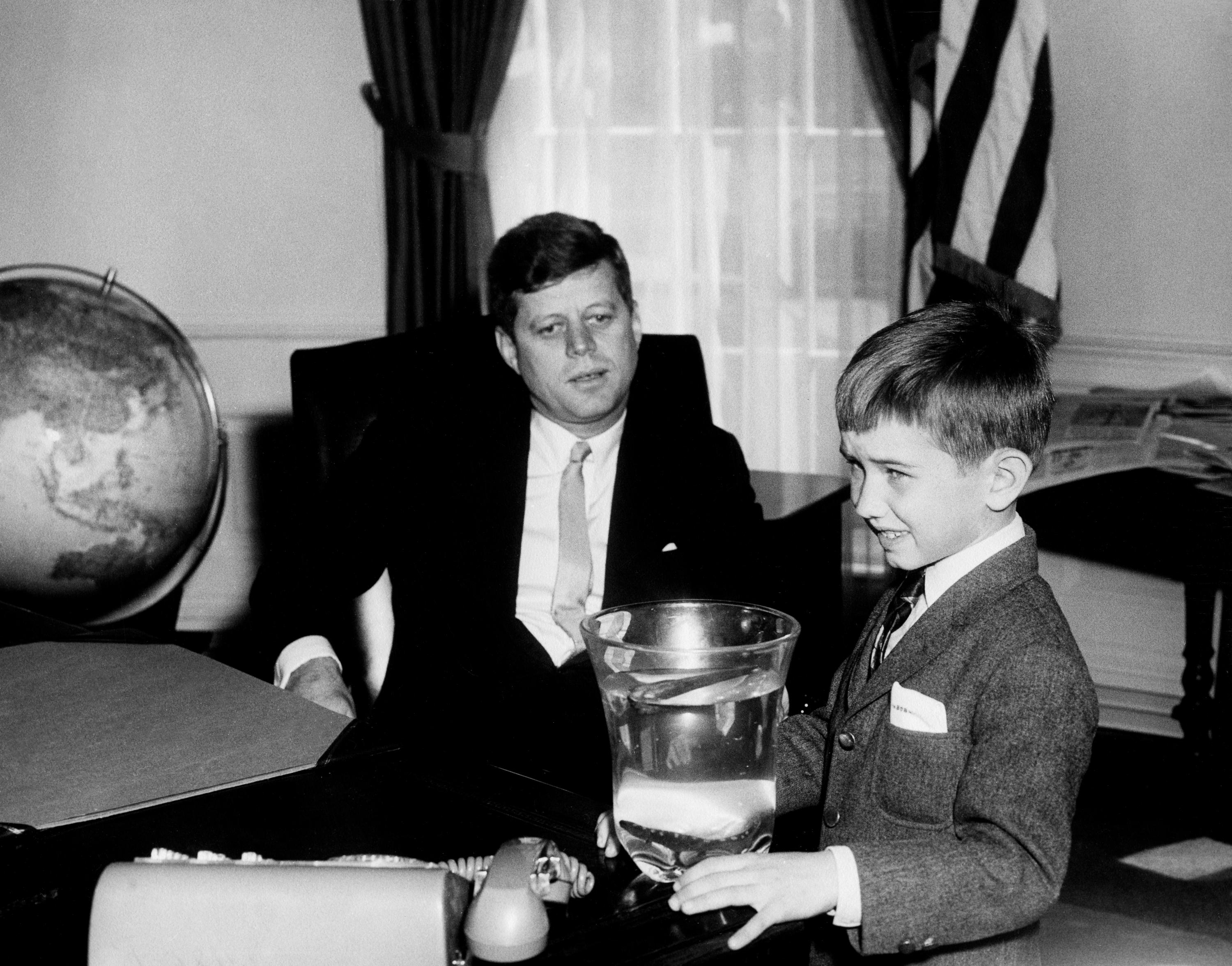
Prezydent John F. Kennedy ze swoim bratankiem Robertem F. Kennedy w 1961 roku

Wkrótce po śmierci ojca miał zacząć zażywać takie używki, jak marihuana, czy substancje psychodeliczne.
Studiował na London School of Economics (uzyskał stopień B.A), Uniwersytecie Harvarda (stopień B.A), Uniwersytecie Wirginii (stopień J.D) i na Pace University, gdzie uzyskał stopień LLM z zakresu prawa ochrony środowiska.

### Kariera
W 1982 został zaprzysiężony na asystenta prokuratora okręgowego Manhattanu. W 1983 nie zdał egzaminu adwokackiego i zrezygnował z funkcji. W sierpniu tego samego roku został oskarżony o posiadanie heroiny podczas lotu samolotem, do czego się przyznał. Niedługo później zgłosił się do ośrodka leczenia uzależnień, a także rozpoczął pracę jako wolontariusz na rzecz ochrony środowiska.
W 1984 rozpoczął pracę dla organizacji Hudson River Fishermen’s Association. W 1986 pomagał przy fuzji tej grupy i organizacji Riverkeeper w jedną instytucję. Połączona instytucja działała na rzecz oczyszczenia rzeki Hudson i zabezpieczenia jej wód przed zanieczyszczeniem ze strony przemysłu. Podczas pracy w organizacji prowadził procesy przeciwko m.in. General Electric, doprowadzając do zablokowania ich destrukcyjnego wpływu na Hudson. W 1999 był jednym z założycieli organizacji dbającej o czystość wód – Waterkeeper Alliance.
W 2000 Kennedy Jr. i inny prawnik zajmujący się ochroną środowiska, Kevin Madonna, założyli firmę prawniczą Kennedy & Madonna, LLP zajmującą się ochroną środowiska. W 2007 roku ława przysięgłych wydała werdykt nakazujący firmie DuPont wypłatę 196,2 milionów dolarów odszkodowania za zanieczyszczenia terenu metalami ciężkimi z ich fabryki cynku w Spelter w Wirginii Zachodniej. Kennedy Jr. był prawnikiem reprezentującym poszkodowanych mieszkańców.
W 2016 został radcą prawnym firmy prawniczej Morgan & Morgan. Był jednym z prawników reprezentujących Dewayne’a Johnsona w głośnym procesie przeciwko Monsanto w 2018. Ława przysięgłych sądu w San Francisco orzekła wtedy na korzyść szkolnego dozorcy Johnsona chorującego na chłoniaka, stwierdzając, że producent nie ostrzegł, że jego produkty, RoundUp i Ranger Pro, mogą powodować raka. Monsanto musiało wypłacić Johnsonowi wielomilionowe odszkodowanie.
W 2017 zrezygnował ze stanowiska członka zarządu Riverkeeper i odszedł z organizacji. W 2020 odszedł z Waterkeeper Alliance.

### Kampania prezydencka 2024
3 marca 2023 podczas przemówienia w New Hampshire Kennedy oświadczył, że rozważa kandydowanie z ramienia Partii Demokratycznej na prezydenta Stanów Zjednoczonych w wyborach w 2024. Miesiąc później, 5 kwietnia, zgłosił swoją kandydaturę na kandydata Demokratów w wyścigu prezydenckim. 9 października 2023 roku ogłosił jednak, że będzie kandydatem niezależnym. 23 sierpnia 2024, kiedy sondaże dawały mu około 5% ogólnokrajowego poparcia, ogłosił wycofanie się z wyścigu prezydenckiego i poparcie Donalda Trumpa, wycofując swoje nazwisko z kart do głosowania w około 10 swing states. Wcześniej miał oferować swoje poparcie w zamian za stanowisko w rządzie kandydatce Demokratów, Kamali Harris.

### Sekretarz zdrowia

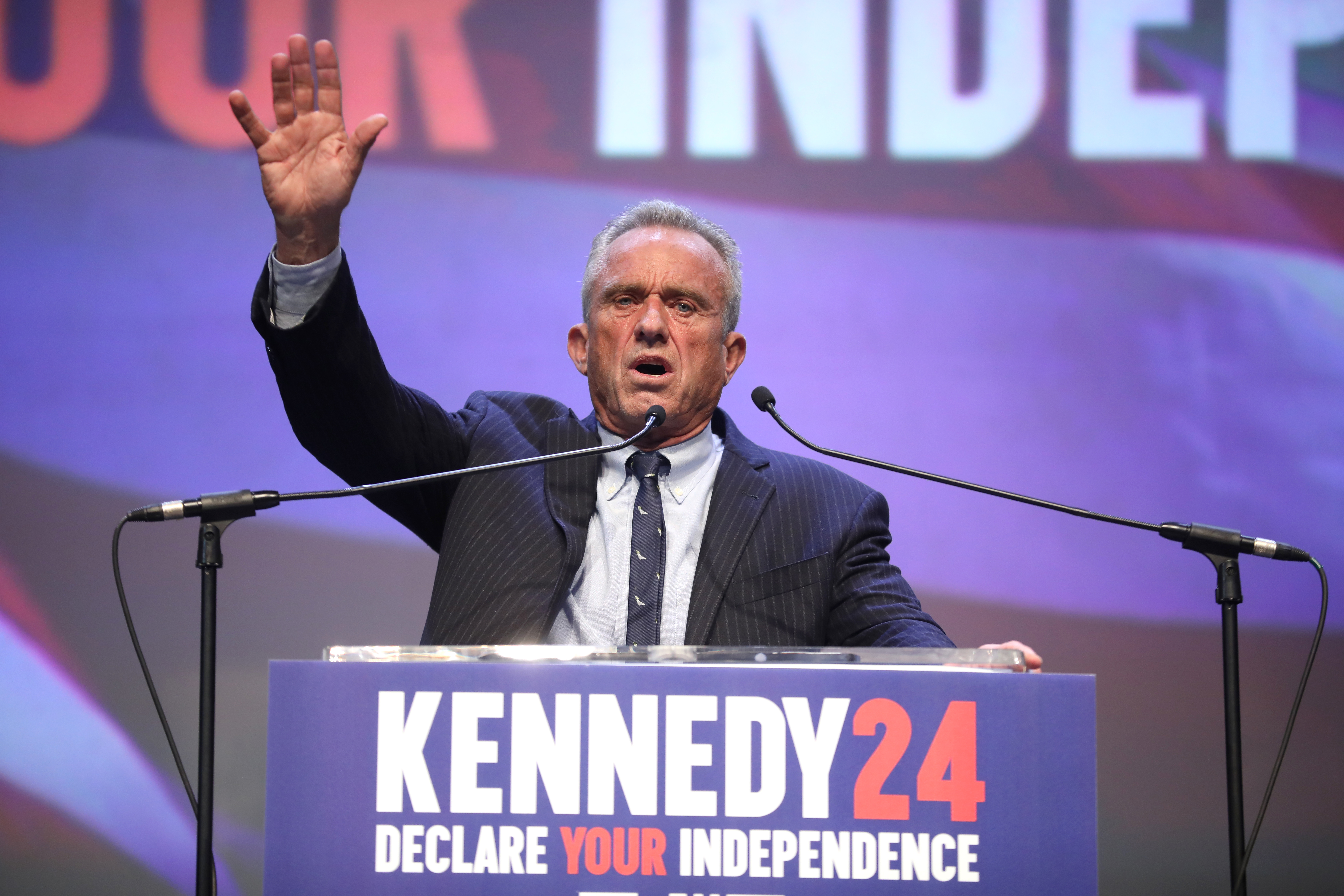
RFK Jr. w trakcie swojego wiecu poparcia podczas kampanii prezydenckiej w 2024 r.

14 listopada 2024 Kennedy Jr. został nominowany przez Donalda Trumpa jako prezydenta elekta na stanowisko szefa Departamentu Zdrowia i Opieki Społecznej Stanów Zjednoczonych. W styczniu 2025 r. odbyły się jego przesłuchania przez senacką Komisję Finansów i Komisję Zdrowia, Edukacji, Pracy i Emerytur. Komisja Finansów poparła nominację Kennedy’ego stosunkiem głosów 14 do 13. 13 lutego 2025 r. stosunkiem głosów 52–48 jego kandydatura została zatwierdzona przez amerykański Senat. Jedynym republikańskim senatorem głosującym przeciwko jego kandydaturze był Mitch McConnell. Tego samego dnia Kennedy Jr. został zaprzysiężony w Gabinecie Owalnym na stanowisko Sekretarza Zdrowia i Opieki Społecznej przez sędziego Sądu Najwyższego Neila Gorsucha.

## Poglądy polityczne
W wyborach prezydenckich w 2020 głosował na Joe Bidena.
Uważa, że istnieje skorumpowane połączenie władzy państwowej i korporacyjnej, które drąży i niszczy amerykańską klasę średnią. Zwraca uwagę, że podczas pandemii COVID-19 amerykańscy miliarderzy znacznie wzbogacili się kosztem reszty społeczeństwa. Twierdzi, że konieczna jest odbudowa silnej klasy średniej w Stanach Zjednoczonych.
Postulował ograniczenie amerykańskich interwencji wojskowych na świecie, stwierdził że Amerykanie zamiast skupiać się na byciu imperium powinni skupić się na odbudowie amerykańskiej klasy średniej i ekonomii. Krytykował amerykańską interwencję w Iraku i okupowanie tego kraju. Obwinia tzw. kompleks militarno-przemysłowy za angażowanie się Stanów Zjednoczonych w wojny.
Jego poglądy dotyczące aborcji zmieniały się. W wywiadzie z czerwca 2023 r. twierdził, że popiera prawo do aborcji. W maju 2024 r. w wywiadzie mówił, że sprzeciwia się jakimkolwiek rządowym ograniczeniom aborcji, po kilku godzinach wycofał się ze swoich słów we wpisie na portalu X, stwierdzając, że aborcja powinna być legalna do określonego tygodnia ciąży. Podczas przesłuchania przez senacką komisję w styczniu 2025 r. stwierdził, że każda aborcja jest tragedią, a kwestia aborcji powinna należeć do decyzji poszczególnych stanów.
Uważa, że rząd Stanów Zjednoczonych ponosi pewną odpowiedzialność za rosyjską inwazję na Ukrainę. Stwierdził, że gdyby został prezydentem, to zakończyłby konflikt rosyjsko-ukraiński za pomocą negocjacji pokojowych. W wywiadzie dla portalu UnHerd powiedział, że Stany Zjednoczone powinny zgodzić się na rosyjską prośbę o trzymanie NATO z dala od Ukrainy. W tym samym wywiadzie dodał, że potępia „barbarzyńską” i „nielegalną” inwazję Władimira Putina na Ukrainę.
Twierdził, że Izrael ma prawo do obrony i prowadzenia działań wojskowych w Strefie Gazy, ponieważ Hamas nie pozostawił Izraelowi wyboru swoimi zamachami z 7 października 2023.
Popierał porzucenie paliw kopalnych na rzecz rozwoju odnawialnych źródeł energii. Twierdzi, że popierałby energetykę jądrową, jeśli byłaby tania i bezpieczna, ale według niego obecnie jest zbyt droga i niebezpieczna.

## Kontrowersje

### Ruch antyszczepionkowy
Jest znany z wygłaszania antyszczepionkowych poglądów. Jego zaangażowanie w tej kwestii wzrosło w czasie pandemii COVID-19 i opracowywania szczepionki na tę chorobę. Przemawiał na różnych protestach (m.in. w USA, Niemczech, Włoszech) związanych ze środowiskami antyszczepionkowymi i przeciwnymi ograniczeniom wprowadzanym w czasie pandemii COVID-19. W czerwcu 2005 Kennedy napisał artykuł dla Rolling Stone i Salonu pt. „Deadly Immunity” (Śmiertelna Odporność), w którym twierdził, że istnieje związek pomiędzy tiomersalem (używanym w szczepionkach) a epidemią zaburzeń neurologicznych (m.in. występowania autyzmu) u dzieci. Krótko po publikacji Salon naniósł pięć sprostowań do tekstu Kennedy’ego. W 2011 oba portale cofnęły publikację artykułu.
Jest przewodniczącym organizacji non-profit Children’s Health Defense, która prowadzi liczne kampanie dezinformacyjne na temat szczepień.
W 2021 roku wydał książkę The Real Anthony Fauci. Na antenie Fox News w lipcu 2023 powiedział, że jeśli zostanie prezydentem USA, to postawi w stan oskarżenia Anthony’ego Fauciego za jego działania podczas pandemii koronawirusa. Fauci był dyrektorem Narodowego Instytutu Alergii i Chorób Zakaźnych i doradcą Białego Domu ws. pandemii koronawirusa. Twierdził także, że Fauci i Fundacja Billa i Melindy Gates mogą czerpać zyski ze szczepionki przeciw COVID-19.
Także w 2021 roku Instagram skasował konto Roberta F. Kennedy’ego Juniora z powodu „wielokrotnie udostępnianych fałszywych teorii na temat koronawirusa oraz szczepionek”. W czerwcu 2023 jego konto zostało przywrócone.
W styczniu 2022, podczas wiecu antyszczepionkowców przeciwko obowiązkowi szczepień na COVID-19 powiedział: „nawet z Niemiec Hitlera można było uciec do Szwajcarii, schować się na poddaszu, jak Anne Frank. – ”Dziś są tworzone mechanizmy, które sprawią, że nikt z nas nie będzie mógł uciec, nikt się nie schowa”. Jego stwierdzenie spotkało się z powszechną krytyką w mediach. Niedługo później Kennedy przeprosił za to porównanie.
Sam Kennedy powiedział w lipcu 2023: „Nigdy nie byłem antyszczepionkowcem. Nigdy nie mówiłem opinii publicznej, aby unikała szczepień”. Przyznał, że zaszczepił swoje dzieci i stwierdził, że jest jedynie zwolennikiem bezpiecznych szczepionek.
W trakcie przesłuchania przez senacką komisję w styczniu 2025 r., odmówił stwierdzenia, że szczepionki nie powodują autyzmu.

### Propagowanie teorii spiskowych
Uważa, że CIA jest zamieszana w udział w zamachu na jego stryja Johna F. Kennedy’ego. Nie wyklucza także zaangażowania tej instytucji w zamach na życie jego ojca. Wątpi w odpowiedzialność Sirhana Sirhana, skazanego za zabicie Roberta F. Kennedy’ego.
Podczas rozmowy w podcaście Joe Rogana w czerwcu 2023 stwierdził, że promieniowanie telefonów komórkowych i Wi-Fi może powodować raka.
Podczas jednego z przyjęć w Nowym Jorku został nagrany, gdy sugerował, że COVID-19 jest genetycznie zmodyfikowany w celu atakowania określonych ras i dawania odporności innym. Według niego, rasami odpornymi mają być szczególnie Żydzi aszkenazyjscy i Chińczycy. Jego teoria spotkała się z szeroką krytyką ze strony członków Partii Demokratycznej.
W wywiadzie z Jordanem Petersonem stwierdził, że chemikalia (atrazyna) obecne w wodzie mogą powodować dysforię płciową u młodzieży. Kennedy Jr. twierdzi, że fluor w wodzie powoduje problemy zdrowotne, a w listopadzie 2024 r. napisał na X (dawniej Twitter), że prezydent Trump będzie dążyć do usunięcia fluoru z wody pitnej.

## Życie prywatne
Był trzykrotnie żonaty. Jego żonami były: Emily Ruth Black (1982–1994) i Mary Richardson (1994–2012). Mary w 2012 popełniła samobójstwo. Od 2014 jest żonaty z aktorką Cheryl Hines. Ma sześcioro dzieci.
Jest katolikiem.
Choruje na dystonię krtani, która powoduje drżenie jego głosu i trudności z mówieniem. W okolicach 2010 r. doświadczał utraty pamięci i zawrotów głowy, które miał spowodować pasożyt w jego mózgu. Jego sztab wyborczy potwierdził informacje o pasożycie oraz zapewnił, że Kennedy Jr. jest obecnie w pełni zdrowy.